# 横綱 (飲食店)
株式会社横綱（よこづな）は、京都府京都市西京区に本社を置くラーメンチェーン店「ラーメン横綱」を運営する会社。

## 沿革
- 1972年（昭和47年）5月：ラーメン屋台として創業
- 1977年（昭和52年）5月：京都市南区吉祥院にて1号店開業
- 1981年（昭和56年）10月：「有限会社ラーメン横綱」を設立
- 1987年（昭和62年） 8月：食品工場「株式会社横綱食品」設立
- 1995年（平成7年） 6月：「株式会社東海横綱」設立（所在地は京都本社内）
- 2004年（平成16年）12月：伊勢湾岸自動車道・刈谷パーキングエリア内刈谷オアシス店開業

## 特徴
豚骨醤油ベースのスープが特徴である。野菜ラーメンには魚介タレが追加されている。テーブルにはニンニク唐辛子(ニントン)、コショウの他、おろしニンニク、酢、ラーメンタレ（醤油）が備えてあり、スープの味を好みに変化させることが出来る他、期間限定メニューで味噌ラーメン、担担麺が提供されることもある。
京都本社の工場で全てのメニュー食材を仕込み全店舗に配送するセントラルキッチン方式で運営されている。
全店舗でねぎ入れ放題のサービスを実施している。

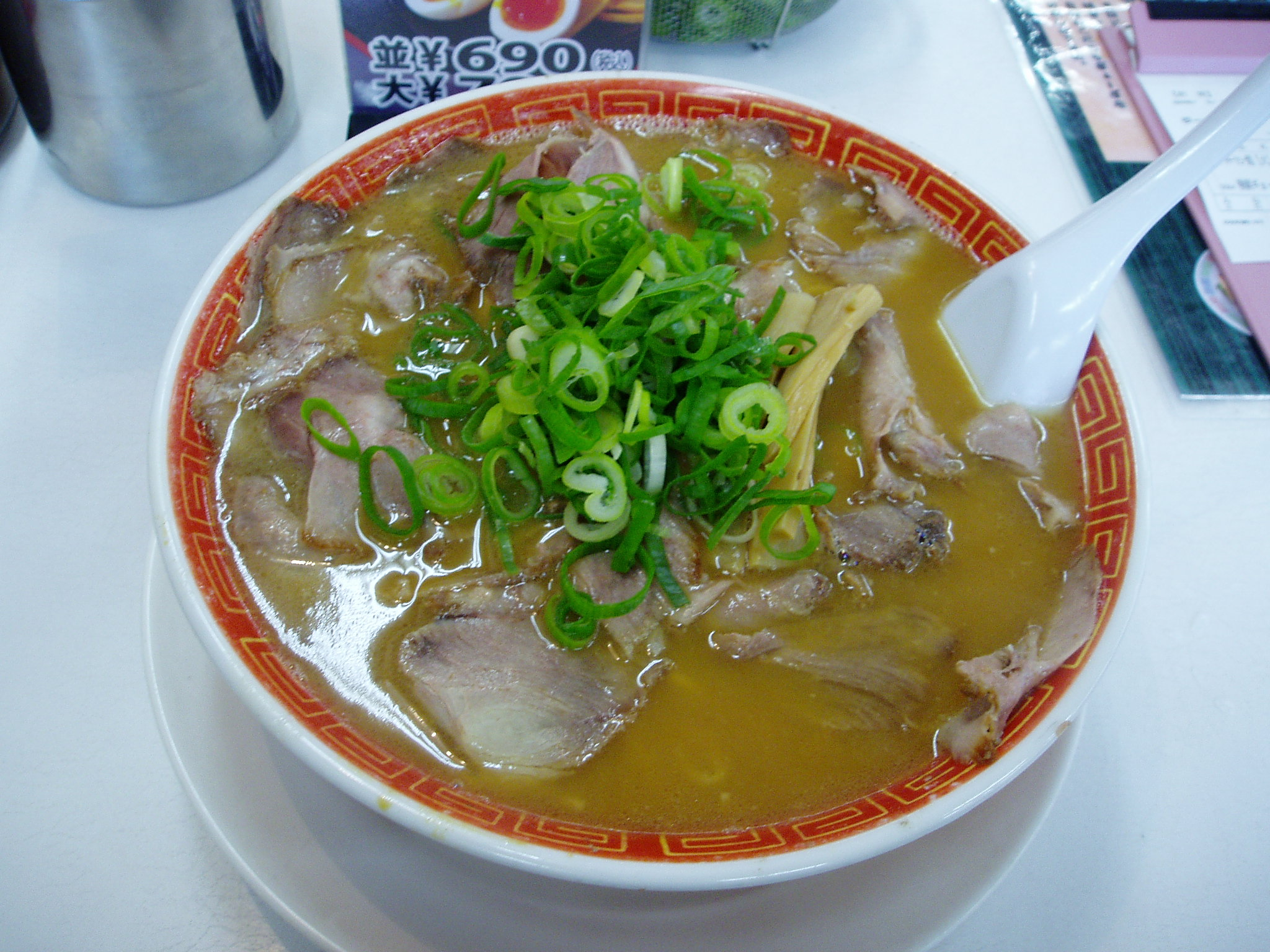
横綱ラーメン

## 出店地域
京都府・大阪府・和歌山県・三重県・愛知県・千葉県・岐阜県